# Frédéric Deschamps
Frédéric Deschamps (* 1985 in La Rochelle) ist ein französischer Organist.

## Leben

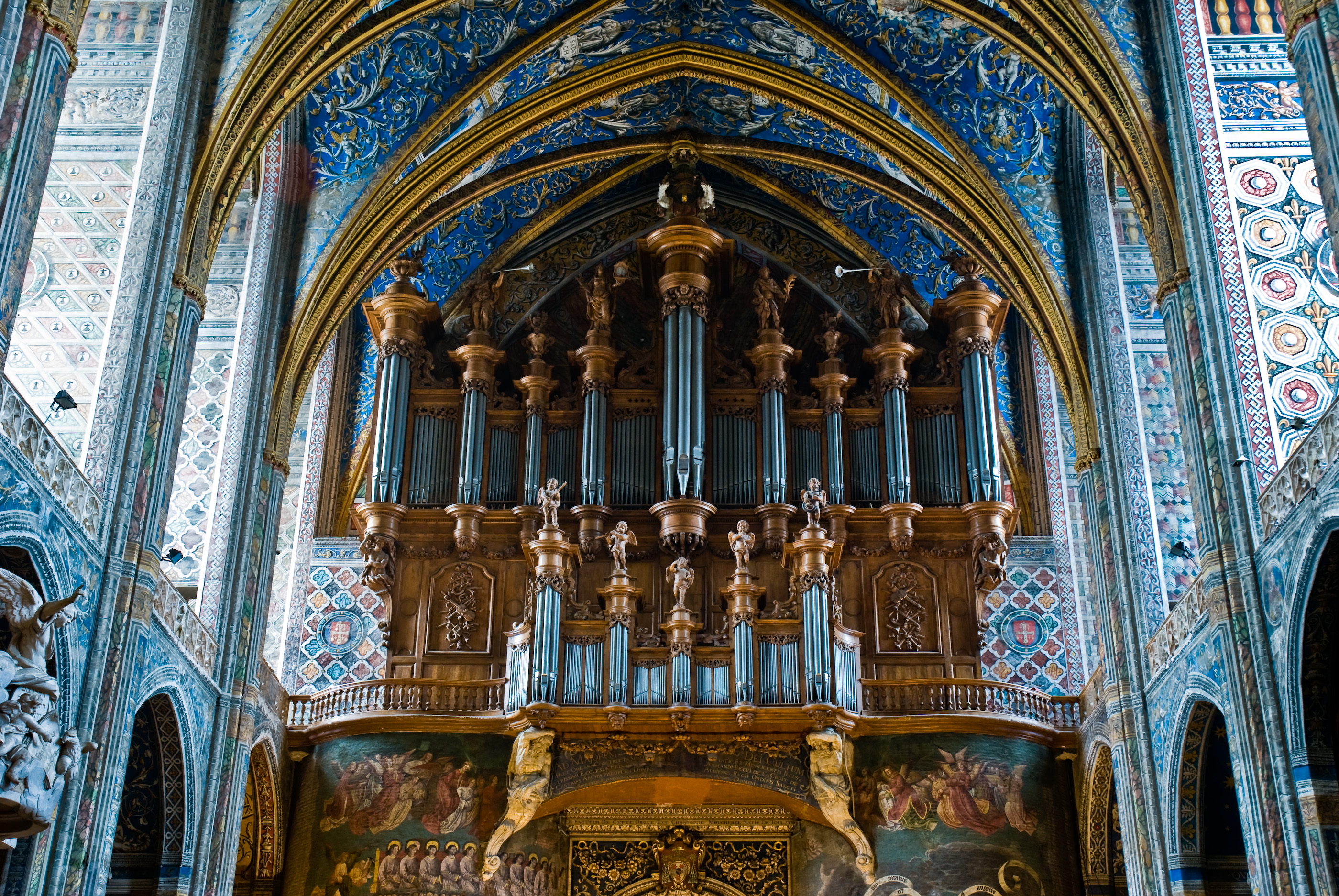
Orgel der Kathedrale von Albi

Bereits als Kind interessierte er sich für klassische Musik und Orgel. Er nahm im Alter von sieben Jahren Unterricht am Konservatorium seiner Heimatstadt. Mit 15 lernte er den Spezialisten für Barockorgel Francis Chapelet kennen und entdeckte das europäische Repertoire vom 16. bis zum 18. Jahrhundert. Neben den romantischen und symphonischen Werken schätzt Deschamps besonders die Interpretation barocker Musik, vor allem auf historischen Instrumenten.
Frédéric Deschamps konzertiert regelmäßig in Frankreich und im Ausland. Bei seinen Konzerten erklingen oft Transkriptionen von Orchesterwerken aus eigener Bearbeitung. Ein weiterer Schwerpunkt seiner künstlerischen Tätigkeit liegt in der Orgelimprovisation in allen Stilrichtungen.
2013 wurde Frédéric Deschamps zum Titularorganisten an der historischen Orgel der Kathedrale von Albi ernannt.

## Tondokumente
- Splendeurs Du Grand Orgue Historique de la Cathédrale d’Albi. Vocation Records, 2015.
- Un Récital à Saint-Salvi. Vocation Records, 2016.
- L’orgue de Monsieur de Montbrun. Vocation Records, 2017.
- J. S. Bach, Grandes Orgues de la Cathédrale Sainte-Cécile, Albi. Vocation Records, 2018.
- Le Regard de L’orgue. DVR, 2018.
- L’orgue de Saint-Gildas de Rhuys. Vocation Records, 2018.
- Noëls pour L’Orgue et le Clavecin à San Domenico de Rieti. DVR, 2020.
- Musiques Royales. DVR, 2021.
- Lully La Chaise-Dieu. DVR, 2021.
- Mit Guy Touvron: Orgue & Trompette. DVR, 2021.